# خانه حاج سید غفور بریده پز
منزل حاج سیدغفوربریده پز مربوط به ۱۲۹۲ ه.ق است و در بروجرد، محله کوی عارف، پلاک ۹۶ واقع شده و این اثر در تاریخ ۱۰ شهریور ۱۳۵۵ با شمارهٔ ثبت ۱۳۴۰ به‌عنوان یکی از آثار ملی ایران به ثبت رسیده است. شغل ایشان صابون سازی بوده است.